# Symphyotrichum squamatum
Symphyotrichum squamatum — вид многолетних травянистых растений рода Symphyotrichum.
Это травянистое растение, может достигать более метра высотой, с линейно-ланцетными листьями и расположенными в рыхлые метелки крохотными цветочными головами[прояснить]. Цветки белые или беловато-фиолетовые. Цветёт и плодоносит с апреля по август.
Родиной растения является Южная Америка и юго-восток Северной Америки. Натурализовано в Южной Европе, Северной Африке, Западной Азии.

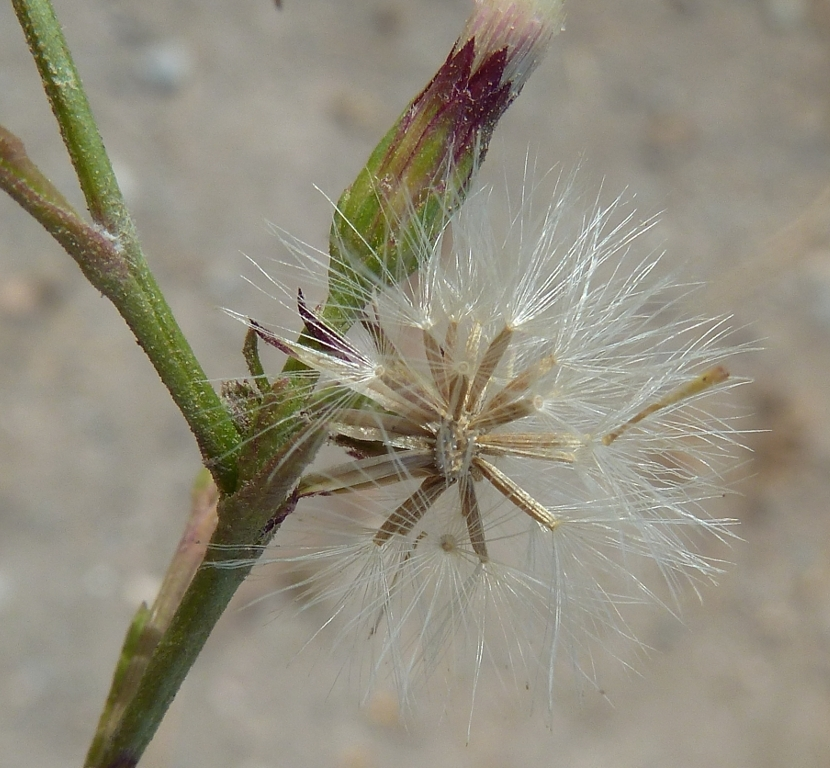